# 860

860(팔백육십)은 859보다 크고 861보다 작은 자연수다.

## 수학
- 합성수로, 그 약수는 총 12개다. (1, 2, 4, 5, 10, 20, 43, 86, 172, 215, 430, 860)
  - 860의 진약수의 합은 988이므로, 860은 과잉수다.
- {\displaystyle 860=199+211+223+227}
  - 연속하는 네 소수(素數)의 합으로 나타낼 수 있으며, 이 성질을 지닌 앞의 수는 830, 다음 수는 890이다.
- {\displaystyle 87^{4}-1}은 860으로 나누어떨어진다.

## 과학·기술
- IC 860(영어판): 머리털자리 방향에 있는 막대나선은하.
- NGC 860(영어판): 삼각형자리 방향에 있는 타원은하.
- 860 우르시나(영어판): 소행성.
- ISO 860(영어판)

## 교통
- 아우토반 860호선(영어판, 독일어판): 독일의 고속도로.

## 군사
- 860 해군 항공대(영어판): 과거 영국에서 활동한 해군 항공대. 현재는 네덜란드에서 활동하고 있다.
- U-860(영어판, 독일어판): 제2차 세계 대전에 사용된 나치 독일의 군용 잠수함.

## 문화유산
- 대한민국의 보물 제860호: 비격진천뢰

## 기타
- 연도: 860년, 기원전 860년
- 860년대
- 한국십진분류법에서 프랑스 문학에 관한 책들이 분류되는 번호.